# 穆深
穆深（？—？），字纯甫，號桂陽，山東濟南府歷城縣人，明朝政治人物。

## 生平
萬曆十六年（1588年）戊子科山東鄉試舉人。萬曆二十年（1592年），登壬辰科第二甲第二十六名進士，刑部觀政，二十一年授工部虞衡司主事，二十二年改礼部儀制司主事，再改吏部考功司，二十三年調文选司，本年仕至稽勛司員外。二十四年告病，二十五年丁父忧归。二十六年四月奉旨为民。

## 家族
曾祖穆俊；祖父穆乾；父穆伯時。